# Mappa catastale
Nel catasto italiano con mappa catastale si indica una porzione della cartografia del Catasto dei terreni. La rappresentazione catastale del territorio italiano è suddivisa su oltre 300.000 mappe. Talvolta la stessa cartografia catastale viene globalmente indicata come mappa catastale...
La cartografia catastale rappresenta la suddivisione del territorio italiano in particelle (terreni distinti per possessori o per diversa finalità di utilizzo), strade e acque pubbliche. La cartografia catastale riporta anche la descrizione degli edifici presenti all’interno di ogni singola particella, di testi che denominano strade, acque o località, di linee e simboli che rappresentano altri elementi identificativi, come strade private, o punti di riferimento facilmente individuabili sul terreno.
Caratteristiche
Ogni singola mappa catastale è delimitata da un unico bordo poligonale e rappresenta
- una porzione di un unico Comune catastale (coincidente con il Comune amministrativo o una sua suddivisione, detta Sezione).
- il territorio con un fattore di scala definito, tipicamente dell’ordine di 1/2000.
- un’estensione che consente di disegnarla nella sua scala di riferimento su un unico foglio cartaceo di dimensioni lineari tipicamente inferiori al metro.

Mappe e Fogli
È opportuno distinguere il concetto di mappa catastale da quello di foglio catastale. In ambito catastale viene dato nome di foglio a una zona, composta dall’unione di una o più mappe, all’interno della quale le particelle vengono identificate tramite una numerazione univoca. All'interno di ogni Comune catastale i Fogli sono identificati da una numerazione univoca (1,2,3...). Le Mappe vengono identificate con lo stesso numero del Foglio di cui fanno parte seguito da altri caratteri per differenziarle. In alcuni Comuni (detti a doppia nomenclatura o a perimetro aperto) la suddivisione viene indicata facendo seguire al numero del Foglio due ulteriori cifre più due eventuali ulteriori lettere. Nei restanti Comuni (la maggior parte) vengono aggiunte solo le due eventuali ulteriori lettere. La prima lettera indica una suddivisione detta per Allegati e la seconda per Sviluppi.
Mappe digitali
Con l’avvento dell’informatizzazione l’informazione cartografica di ogni singola mappa cartacea è stata acquisita digitalmente ed è stato avviato un processo per realizzare una rappresentazione del territorio nazionale privo delle discontinuità che la suddivisione su diversi supporti cartacei aveva comportato. Pure in forma digitale e con gli adattamenti per rimuovere le discontinuità, la suddivisione in mappe derivata dalla precedente suddivisione su supporti cartacei è stata mantenuta. Gli Uffici del Catasto forniscono i dati della propria cartografia sia su file che riportano la rappresentazione numerica di un’intera mappa, sia su file orientati alla stampa, detti anche Estratti di Mappa, che riportano l’immagine di una mappa o di una sua parte.